# Hans Conrad Julius Reiter
Pour les articles homonymes, voir Reiter.
Hans Conrad Julius Reiter (26 février 1881 à Reudnitz près de Leipzig en royaume de Saxe - 1969 à Cassel) était un médecin allemand qui a participé activement aux expériences médicales menées dans les camps de concentration de l'Allemagne nazie.

## Biographie
Membre actif du parti Nazi depuis 1931, il est nommé responsable de l'Office de la santé du Reich pendant la Seconde Guerre mondiale. Il était également membre des SS.
Tentant de développer un vaccin contre la typhoïde, il effectue des essais sur les prisonniers du camp de Buchenwald, ce qui cause la mort d'au moins 250 personnes. Il est aussi impliqué dans un programme imposé de stérilisation et d'euthanasie, bien qu'il s'en soit défendu lors de son interrogatoire en prétendant n'avoir effectué que le « décompte des victimes ».
À la suite de sa condamnation lors du procès des médecins, il est emprisonné pendant une certaine période. Après sa libération, il a poursuivi des recherches en rhumatologie.
Il est le premier à avoir identifié une maladie, en 1916, qui porte son nom, le syndrome de Reiter. Ce nom tend aujourd'hui à être remplacé par celui d'arthrite réactive ou syndrome oculo-uréthro-synovial, du fait du passé nazi de Hans Reiter, à la suite d'une campagne menée par un groupe de médecins depuis 1977.